# Smętowo Graniczne (gemeente)
De gemeente Smętowo Graniczne is een landgemeente in woiwodschap Pommeren, in powiat Starogardzki.
De gemeente bestaat uit 12 administratieve plaatsen solectwo: Bobrowiec, Frąca, Kamionka, Kopytkowo, Kościelna Jania, Lalkowy, Leśna Jania, Luchowo, Rynkówka, Smętówko, Smętowo Graniczne, Stara Jania
De zetel van de gemeente is in Smętowo Graniczne.
Op 30 juni 2004 telde de gemeente 5246 inwoners.

## Oppervlakte gegevens
In 2002 bedroeg de totale oppervlakte van gemeente Smętowo Graniczne 86,12 km², waarvan:
- agrarisch gebied: 73%
- bossen: 18%

De gemeente beslaat 6,4% van de totale oppervlakte van de powiat.

## Demografie
Stand op 30 juni 2004:
| Omschrijving                   | Totaal | Totaal | Vrouwen | Vrouwen | Mannen | Mannen |
| ------------------------------ | ------ | ------ | ------- | ------- | ------ | ------ |
| eenheid                        | aantal | %      | aantal  | %       | aantal | %      |
| inwoners                       | 5246   | 100    | 2623    | 50      | 2623   | 50     |
| bevolkingsdichtheid (inw./km²) | 60,9   | 60,9   | 30,5    | 30,5    | 30,5   | 30,5   |

In 2002 bedroeg het gemiddelde inkomen per inwoner 1440,68 zł.

## Zonder de statussołectwo
Czerwińsk, Kulmaga, Luchowo, Rudawki, Smarzewo.

## Aangrenzende gemeenten
Gniew, Morzeszczyn, Nowe, Osiek, Skórcz